# 1980年至1981年英格蘭足總盃
1980/81球季英格蘭足總盃（英語：FA Cup），是第100屆英格蘭足總盃，今屆賽事的冠軍是熱刺，他們在決賽以3:2擊敗曼城，奪得冠軍。
熱刺在第100屆足總盃的紀念下，成功奪得冠軍。

## 外部連結
1. 英格蘭足總盃官網Archive-It的存檔，存档日期2012-04-24
2. 英格蘭足總盃 歷屆冠軍（页面存档备份，存于）